# あさり☆
あさり☆（あさり）は女性声優。主にアダルトゲームに出演している。

## 人物
特にビジュアルアーツ製作または販売のものへの出演が多い。貝類好きらしく、それが名前の由来と本人がブログ内で明かしている。
2003年以降、名前に☆または★がつくようになったが、これも本人曰く「何事にも勝てるように」加えたのだという。☆が正しく、★は表記ミスと思われる。
ロリータ系の声の声優だったが、アダルトゲームでは多くの場合ロリータ・キャラクターはサブヒロイン扱いだったため、端役に甘んじることが多かった。それが幼い外見の双子姉妹をフィーチャーしたはじめてのおるすばんでメインヒロインの一人、観月しおりに抜擢され大ブレイク。これ以降、「しおりタン」が彼女の代名詞ともなった。その後もマイペースで出演を重ねている。
2010年8月、ボーカルユニット「cassis」として、ビジュアルアーツ傘下の音楽レーベルvoixよりデビューを果たす。
また、関西出身であることから、ラジオなどでは関西弁を混ぜて話す。

## 出演

### ゲーム
2020年
- LOVE・デスティネーション（椹木 咲麗子）

2014年
- 舌入×シたい×慕い(滑川千桜里/ちおり)

2013年
- LOあんぐる!!（蒼院 桃華）[2]

2012年
- 僕だけの少女 〜狂おしいほど君が好き〜（成瀬 鈴）[3]

2011年
- フラグへし折り男（間宮 メイ）
- 聖戦姫ヴァルキュア・シスターズ（桜井 朝日/ヴァルキュア・フレア）
- シオンの血族（五十嵐 京香）[4]

2010年
- ド田舎ちゃんねる5 〜こちら鈴音学園放送部〜（笹野 希美子 / つくね）
- クドわふたー（有月 初）
- 姫剣士エステル〜孕ませ王2〜（ロコ）
- サマヨイ淫夢校舎（浦部 宇美）[5]
- オレの妹のエロさが有頂天でとどまる事を知らない（戸上 怜）[6]

2009年
- 学校のヤラシイ怪談 〜こんな恥ずかしい除霊させないで!〜（牧瀬 麻衣）
- 痴漢専用車両2（椎名 美優）
- 鬼うた。 〜鬼が来たりて、甘えさせろとのたもうた。〜（2009年 - 2010年、美作 小春） - 2作品
- ANGEL MAGISTER（ミコト＝イブルバーニア）

2008年
- ないしょ思春期 〜ヒミツに恋する妹たち〜 （永見 悠子）※ はむはむソフト小手川 公子(通称ハム子)
- 孕ませ王 （ロコ）
- イカレタ教室 〜こんなのが当り前の授業風景!?〜 （羽田 遥）

2007年
- 聖炎天使エレアノール （リズリット・ルーダー）
- 仕舞妻 〜姉妹妻3〜 （野々宮 桃子）
- 痴漢専用車両 （星崎 美久）
- うちの妹のばあい純愛版 （小柳 美穂）
- 孕女 〜俺はこの学園で復讐を成し遂げる〜 （横川 聖/横川 梓）
- 妹に!スク水着せたら脱がさないっ! （間宮 すくる）※ はむはむソフト小手川 公子(通称ハム子)

2006年
- 美味しい棒が2本 〜優柔不断3P これどっちの子供!? アドベンチャー〜（陽本 光奈）
- 魔法少女マナ （向坂 繭）
- 淫妖蟲 蝕〜凌触島退魔録〜 （月白 桜花、月白 菊花）
- 彼女たちの流儀 （白銀 朱音）
- 姉妹丼 〜汁だくで〜 （真絢）
- ドキドキ母娘レッスン 〜教えて♪Hなお勉強〜 （熊谷 亜里抄）
- ネコっかわいがり! 〜クレインイヌネコ病院診療中〜 （ウミ/ナミ）
- ぐろぶら 〜Grow up Bride〜 （typeA）
- めいどさん☆すぴりっつ! 〜わたしの中にいるあなた〜 （リーチェ・ベッセン）

2005年
- 魔法使いのタマゴ （ミウ）
- はじめてのおてつだい （観月 しおり）
- 妹婚っ （草野 月海）
- 種をつける男 （姫）

2004年
- メタモルファンタジーSP （シオリ/ハルノ/レポーター）
- あなたと見た桜 〜姉妹妻〜 （森尾 結花）
- 妄想念波通信 （田中 眞子）
- おしかけプリンセス （吾妻 はじめ）

2003年
- ななみとこのみのおしえてA・B・C （観月 しおり）
- まいにち好きして （谷川 帆南）
- オレ様ティーチャー 〜復讐教師のwebカウンセリング〜 （立花 あいり）
- ムギュ～っと!!ペットめいど （ハナ）

2002年
- One and Only （浅井 満帆子/村郷 すなお）
- なりきりプリンセス 〜女になったボクを見て！〜 （姫宮 エリカ）
- まじかるLOVEレッスン （高見 五十鈴）
- I-DOLL （遊佐 千鶴）
- 家族奴隷化計画 （中臣 小知花）
- DarkAges-朝の来ない場所- （ミント）
- はじめてのおいしゃさん （観月 しおり）

2001年
- はじめてのおるすばん （観月 しおり）
- 裏稼業 （来栖 舞）
- メタモルファンタジー （シオリ/ハルノ/レポーター）
- 純潔狩人 （メリー）
- 注射器2 （結崎 ひなた）
- ススキノハラの約束 （草壁 早智花/パトリシア）
- 恋愛CHU! 〜彼女の秘密はオトコのコ?〜 （ライム・リーガン）
- さよならを教えて 〜comment te dire adieu〜 （田町 まひる）
- 飼育中 〜全寮制メス奴隷の学舎〜 （京本 藍）

2000年
- とびっきりRUIN （続木 くるみ）
- 白濁姫 （ベルゼ）
- 凌辱同窓会 （早坂 くるみ）
- 発情カルテ （芳川 みちる）
- アトリエ （桜小路 真美）
- シンクロナイズ・ドリーム （芦原 翔子）
- 絶望2000〜青い果実の散花〜 （ワーグ/柚葉）
- 家元 （南条 もなか）

1999年
- 持ち物検査 （小野田 みはる）

1998年
- まゆ （まゆ）

### ドラマCD
- はじめてのおるすばん〜どらまCD〜 （観月 しおり）CD2018年
- 2x3=みんなで銭湯 （観月 しおり）CD*ダウンロードハム通 (無料ダウンロードゲーム, はむはむソフト) （小手川 公子（ハム子））2007年
- 萌ドラCD School Heart's (18禁ドラマCD, mana)（相川 鈴音）2007年

### インターネットラジオ
- 2x3=かわいさ∞（観月 しおり）Webラジオ
- きゅあらじ Webラジオ
- 咆哮!らじおちゃんねる!